# Orthocladius biverticillatus
Orthocladius biverticillatus är en tvåvingeart som först beskrevs av Maurice Emile Marie Goetghebuer 1938.  Orthocladius biverticillatus ingår i släktet Orthocladius och familjen fjädermyggor.
Artens utbredningsområde är Österrike. Inga underarter finns listade i Catalogue of Life.